# Márcio Nobre
Márcio Ferreira Nobre, mais conhecido como Márcio Nobre, ou ainda Mert Nobre (Jateí, 06 de novembro de 1980), é um ex-futebolista brasileiro, naturalizado turco, que atuava como atacante. Ao fim da temporada 2018–19, aposentou-se dos gramados e ingressou na carreira de treinador.

## Carreira como jogador
Iniciou sua carreira em 1999 no Paraná Clube, onde marcou 24 gols em 57 jogos. Em 2003, foi emprestado ao Kashiwa Reysol da J. League, ficando no clube japonês por alguns meses, atuando em 13 partidas e não marcando gols.

### Cruzeiro
Após uma passagem ruim pelo Japão, foi contratado pelo Cruzeiro para a disputa do Campeonato Brasileiro, integrando a equipe campeã brasileira de 2003, que contava com grandes jogadores, como o goleiro Gomes, o lateral Maicon, os zagueiros Luisão e Cris, o volante Maldonado, o meia Alex e os atacantes Deivid e Aristizábal, entre outros jogadores de muita qualidade, comandados pelo técnico Vanderley Luxemburgo. Neste período, se destacou por ser titular da equipe em muitos jogos, mesmo não sendo tão eficiente, pois marcou apenas 5 gols em 20 partidas. Pelo clube mineiro, se sagrou campeão do campeonato brasileiro de 2003.

### Fenerbahçe
A partir de 2004, passou a jogar pelo Fenerbahçe por empréstimo, onde disputou 79 jogos e marcou 46 gols e sagrou-se bicampeão turco nas temporadas 2003–04 e 2004–05, além de ter jogado com seu ex-companheiro de Cruzeiro, o meia Alex. Na sua temporada de estreia, o Fenerbahçe estava a 11 pontos do então líder Beşiktaş. Nas 17 rodadas finais do campeonato, marcou 12 gols e o clube reverteu a desvantagem, sagrando-se campeão com 1 rodada de antecedência ao marcar o gol do título do clube. No fim da temporada 2005–06, ele assinou com o arquirrival Beşiktaş, gerando certa polêmica em sua transferência.

### Beşiktaş
Foi comprado junto ao Cruzeiro por cerca de 2 milhões de euros. Em agosto de 2006, ele se naturalizou turco, tendo seu nome mudado para Mert Nobre, ganhando assim chances de ser convocado pela Seleção Turca, assim como seu companheiro de time Mehmet Aurélio. Tal feito porém, nunca aconteceu. Marcou 25 gols em 120 jogos disputados de 2006 até 2011.

### Outras passagens
Após sua saída do Beşiktaş, atuou pelo Mersin İ.Y. por duas temporadas, entre 2011 e 2013, marcando 23 gols em 56 partidas. Com o rebaixamento do clube na temporada 2012–13, o atacante rescindiu seu contrato e assinou com o Kayserispor por duas temporadas, entre 2013 e 2015, onde marcou 5 gols em apenas 13 partidas disputadas.

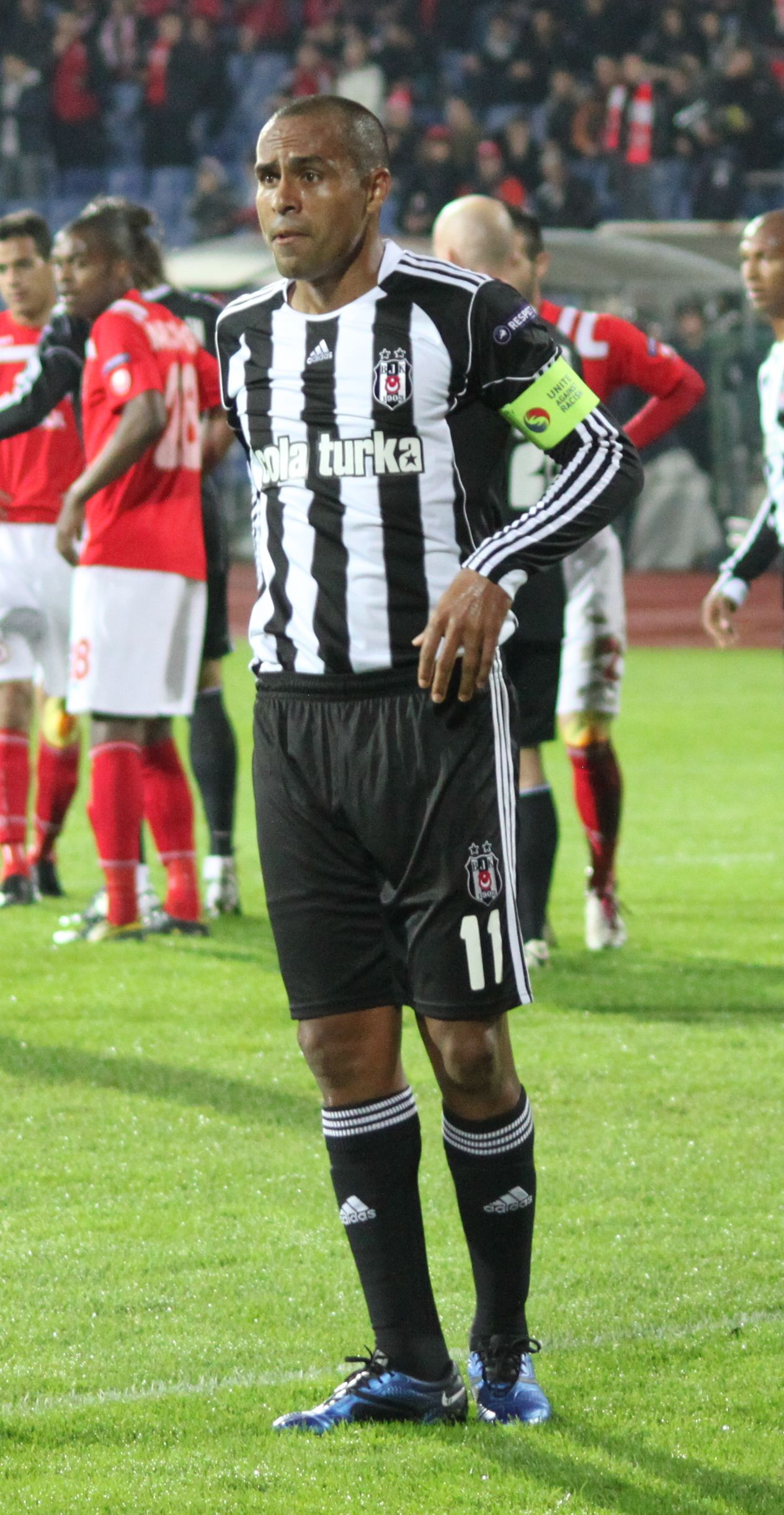
Mert Nobre em ação pelo Besiktas.

## Retrospecto como treinador
| Clube          | Jogos | V | E | D | %      |
| -------------- | ----- | - | - | - | ------ |
| Gençlerbirliği | 7     | 1 | 2 | 4 | 23,81% |
| Altayspor      | 3     | 0 | 0 | 3 | 0%     |

## Títulos
Cruzeiro
- Campeonato Brasileiro: 2003

Fenerbahçe
- Campeonato Turco: 2003–04 e 2004–05

Beşiktaş
- Campeonato Turco: 2008–09[8]
- Copa da Turquia: 2006–07, 2008–09 e 2010–11
- Supercopa da Turquia: 2006